# Falk Lauritsen Rejser
Falk Lauritsen Rejser er et dansk rejsebureau, der blev etableret i 1969.
Falk Lauritsen har sit navn efter sin grundlægger, Ragnar Falk Lauritsen, der drev en række supermarkeder under navnet Falke. Efter et par år at have solgt rejser i supermarkederne i samarbejde med Nøgle-Rejser, blev Falke Rejser A/S etableret i 1969. Nøgle-Rejser var kort forinden krakket. Falk Lauritsen var i en årrække den største danske rejsearrangør på Mallorca – på et tidspunkt hvor rejsemålet ikke var blevet så populært, som det senere skulle blive. I 1987 indledte Falk Lauritsen et samarbejde med Sterling Airways via koncernen Team Sterling, der foruden Falk Lauritsen talte Fritidsrejser (Star Tour) og Sol Rejser. I 1995 blev de tre rejsebureauer lagt sammen til Star Tour og Falke Rejser-navnet forsvandt således.
I 1991 var Ragnar Falk Lauritsen fratrådt fra Falke Rejser, og dannede det nye selskab Falk Lauritsen Rejser, der primært fokuserede på at arrangere rejser til Isla Margarita. Senere kom flere destinationer til, og i 1995 indtrådte sønnen Per Falk Lauritsen som direktør. I 1999 blev Herning Rejser fusioneret med Falk Lauritsen. I 2007 købte Kuoni Travel (der også ejer Apollo Rejser) Falk Lauritsen Rejser A/S fra ejerne Per og Søren Falk Lauritsen. 